# Yin Anna
Yin Anna, född 23 mars 1992, är en friidrottare från Kina. Hon deltog vid olympiska sommarspelen 2012.